# 戦闘少女 血の鉄仮面伝説
『戦闘少女 血の鉄仮面伝説』（せんとうしょうじょ ちのてつかめんでんせつ）は、2010年5月22日からR15+指定作品として日本全国で公開された日本映画。杉本有美の初主演作品で、日本以外の10ヶ国での公開も決まっていた。
日本での劇場公開時のキャッチフレーズは「全世界へ、宣戦布告。」「死んでなんか　いられない」。日本以外の国では、『Mutant Girls Squad』というタイトルで公開される。

## 概要
- 約90分の本編を3章に分けたうえで、3人の監督が各章を撮影するという異例の構成。井口昇を総監督（ドラマパート担当）に、西村喜廣が特殊効果パート、坂口拓がアクションパートの監督を務めた。坂口は、映画の本編でも、俳優として物語のキーパーソンを演じている。
- 井口にとっては、『片腕マシンガール』（2007年劇場公開）以来のスプラッターアクション作品[3]。出演者・設定・役名の一部は、過去に井口や西村が監督した作品と共通している[4]。
- 物語の中心になる「戦闘少女」役には、過去に出演した映画でアクションシーンを経験している杉本、森田涼花、高山侑子を起用。劇場公開前の告知などでは、「監督：井口昇×西村喜廣×坂口拓」との表記に対して、「トリプル主演：杉本有美×森田涼花×高山侑子」「美しき新人類（ミュータント）、覚醒。」と謳っている[5]。ちなみに、杉本と森田は、東映「スーパー戦隊シリーズ」に戦隊メンバーとして出演している[6]。
- 当作品では初夏の時期を想定。出演者も夏向きの衣装で登場しているが、実際には2010年2月2日から16日にかけて日本国内で撮影された[7]。撮影では、ロケ中に降雪や氷点下の気温に見舞われる日が続出。また、西村担当のパートでは、1日に200カットを超えるペースで撮影したこともあった[8]。

### 日本国内での展開
- 日本では、2010年5月22日から東京・名古屋、6月5日から大阪・広島・福岡のミニシアターで上映開始。以上の地区での公開期間が終了した後も、岡山・京都・神戸・仙台・甲府の各都市の映画館で上映されている。ただし、映倫の事前審査で「R-15に限りなくに近い内容」としてR18+指定を受けたことなどから、大半の上映館ではレイトショー形式で公開された。[9]映画館以外でも、同年9月に、高崎映画祭の関連イベント「ファンタスティックオールナイト2010」で群馬県内での初公開が実現している[10]。
- 2010年8月6日に東映ビデオから、日本語版でDVDを発売。本編からのスピンオフ映像として、佳恵（よしえ）役の森田が主演する劇場未公開のショートムービー『YOSHIE ZERO　戦闘少女外伝』も収録された[11]。

### 日本国外への展開
- クランクインの前から、日本以外の国でも、『Mutant Girls Squad』として映画祭などで上映することが内定[12]。さらに、日本での劇場公開を機に、ドイツ、オランダ、オーストラリアなど10ヶ国で公開されることも発表された[13]。
- 英語字幕版については、2010年7月開催のアメリカ合衆国・ニューヨークアジア映画祭（NYAFF）[14]。を皮切りに、オランダ、カナダ、イギリス、フランス、ポルトガル、韓国、スイス、カナダ、スウェーデン、オーストリアの映画祭で相次いで公開[15]。世界3大ファンタスティック映画祭の1つであるシッチェス・カタロニア国際映画祭（Sitges Film Festival 2010、スペイン）では、MIDNIGHT X-TREME部門の最優秀作品賞（Best Motion Picture）に選ばれた[16]。
- 当作品のクランクアップから1年後に当たる2011年2月22日には、英語字幕版DVDを発売した[17]。

## あらすじ
主人公の渚凜（なぎさりん）は、気の優しい女子高生。しかし、クラスメイトからのいじめ、不気味な保健医、原因不明の右腕の痛みに悩まされていたこともあって、両親の愛情だけに救いを求めていた。
凜の16歳の誕生日、父・洋二郎は恐竜から分かれた知的生命体（ミュータント）「ヒルコ」の子孫であることを凜に初めて打ち明ける。しかしその直後に、日本政府の特殊部隊が渚家を急襲。凜の目の前で母・小百合を惨殺したばかりか、洋二郎までも死に至らしめようとした。その瞬間、獣のような叫びとともに、凜の右腕にある異変が起きる。
瀕死の洋二郎に導かれるかのように街へ出た凜は、道行く人々に次々と襲われるが、右腕だけで彼らを斬り倒していく。ところが、謎の女子高生・玲と着流し姿の男・如月（きさらぎ）に出会うなり、顔に鉄仮面をはめられてしまう。さらに、そのまま連れて行かれた山奥の秘密施設で、「戦闘少女」になるための厳しい訓練を受けさせられる。
実は、超人的な能力を持つヒルコは、長きにわたって時の権力者から迫害を受け続けてきた。ヒルコの精神的な支柱に当たる如月は、日本政府の転覆と、ヒルコを迫害してきた人間への復讐を画策。ヒルコの子孫に当たる少女を日本各地から集めては、秘密の武装訓練を通じて「ミュータントガールズ（ヒルコ少女隊）」に仕立ててきた。
玲が指導する訓練に加わった凜は、ナース服姿の少女・佳恵からの激励などを受けて、心身とも急激に成長。その結果、「（ミュータントとしての）能力が覚醒したら外れる」という鉄仮面は、如月ですら驚くほどの早さで凜の顔から外れた。そして、凜・玲・佳恵は、「ヒルコ少女隊」の一員として特殊部隊と対決。ミュータントならではの能力と、アクロバティックなアクションを武器に、日本政府に抵抗する。

## スタッフ
- 原案・監督（第二章担当）：井口昇
- 監督（第三章担当）・特殊造型監督：西村喜廣
- 監督（第一章担当）・アクション総指揮：坂口拓
- 脚本：継田淳
- VFXスーパーバイザー: 鹿角剛[19]
- アクション監督：カラサワイサオ
- 音楽：中川孝
- ポスタービジュアル：高橋ヨシキ
- アソシエイトプロデューサー：姫田伸也
- プロデューサー：佐藤現
- 制作・配給・宣伝：東映ビデオ
- 宣伝協力：SPOTTED PRODUCTIONS

## キャスト
- 渚凛：杉本有美
- 佳恵：森田涼花[20]
- 玲：高山侑子
- 凜の父（渚洋二郎）：津田寛治
- 凜の母（渚小百合）：いとうまい子
- 如月：坂口拓
- 土留：亜紗美
- 野長瀬：島津健太郎
- 防衛省長官・小清水：竹中直人
- 田所美奈：和川未優
- ヒルコ少女隊
  - 早坂理恵（スミレ）
  - 長野尚以（チャコ）
  - 泉カイ
  - 琴乃
  - 加藤夢望
  - 村田唯
  - 志田光
  - 水井真希
- 総理大臣・篠田：ジジ・ぶぅ
- 保健医・佐々原：川合千春
- レポーター：我謝レイラニ
- 猟師・直之：仁科貴
- 三城晃子
- 松林慎司
- デモ田中
- 山中アラタ
- 深澤大河

## 主題歌
noodles『メロウメタリカ』（DELICIOUS LABEL）